# The Golden Picture
Website The Golden Picture được thành lập năm 2011 bởi 13lack, 1 chàng trai 17 tuổi, đang cố gắng kiếm kinh phí để thực hiện các ý tưởng của mình. Trang web sử dụng ý tưởng quảng cáo hoàn toàn mới. Sử dụng các ký tự thay cho các hình ảnh. Người mua sẽ cung cấp một văn bản hiển thị lên trang chủ, 1 URL là địa chỉ được văn bản liên kết, và 1 câu slogan được hiển thị khi con trỏ chuột trỏ vào văn bản. Giá trị của văn bản sẽ tính theo số lượng pixel mà văn bản đó sử dụng ($0.99 / 1 pixel). Mục đích của website là bán hết 99,999 ký tự, và tạo thành 1 bức tranh ký tự độc đáo.

## Sự phát triển
13lack sinh ngày 4 – 10 – 1993, Nhằm đi tìm kinh phí cho các ý tưởng khác của mình, 13lack đã xây dựng và phát triển website thegoldenpicture.com. Lấy ý tưởng từ những bức tranh được tạo bằng các ký tự. 13lack đã nghĩ đến việc sử dụng những ký tự để quảng cáo, tạo một bức tranh ký tự độc đáo. Người mua sẽ up một văn bản, có tùy chọn bao gồm một liên kết đến trang web của họ. Khởi đầu từ $100 (tiền thuê host và tên miền) website http://thegoldenpicture.com Lưu trữ ngày 26 tháng 9 năm 2011 tại Wayback Machine  đã được tạo ra. Trang web sẽ đi vào hoạt động vào 11 tháng 5 năm  2011
Banner của website là tên của trang web và số lượng ký tự được bán, 1 thanh điều hướng bao gồm 9 đường link nhỏ liên kết đến bên trong các trang, và 1 trang trống nền đen (Nơi các văn bản được hiển thị). Trang web sẽ hoạt động ít nhất là 10 năm. Tức là tồn tại đên 11 tháng 5 năm 2021

## Bán ký tự
Size chữ nhỏ nhất của một ký tự trong văn bản là 9 pt (Nhỏ hơn không thể nhìn thấy được). Mức giá thấp nhất của một văn bản là $50. Một blog thiết kế quần Jean, đã mua và sử dụng 493 pixels sau khi trang web được thành lập.